# 聖德魯安 (內布拉斯加州)
聖德魯安（英語：St. Deroin）是位於美國內布拉斯加州尼馬哈縣的鬼鎮。

## 歷史
聖德魯安的郵局於1864年設立，其後於1910年停運。

## 地理
聖德魯安所處的海拔為高於海平面265米（即869英呎），而該地所採用的時區為UTC-6，即北美中部时区（CST）。同時該地設有夏令時間，為UTC-6調快一小時，即UTC-5（CDT）。